# سجن جيتهاوس
سجن جيتهاوس هو سجن يقع في وستمنستر بُنيَ عام 1370 ليكون بوابة لدير وستمنستر، وكان في البداية كان يُستخدم كسجن للدير. سُجن في هذا السجن الكثير ممن اُتهموا بالخيانة العظمى، مثل: توماس بيتس وكريستوفر هوليوود وريتشارد لوفيلايس وصموئيل بيبس والسير توماس راجلاند